# Lysandra semidigitata
Lysandra semidigitata är en fjärilsart som beskrevs av Courvoisier 1912. Lysandra semidigitata ingår i släktet Lysandra och familjen juvelvingar. Inga underarter finns listade i Catalogue of Life.